# Raphaël Kockelmann
Raphaël Kockelmann, né le 10 mai 1999, est un coureur cycliste luxembourgeois.

## Biographie
Raphaël Kockelmann a été sélectionné pour représenter le Luxembourg lors des Championnats du monde de cyclisme sur route juniors à Doha (Qatar), en 2016. Il s'est classé 56e du contre-la-montre individuel et 79e lors de la course en ligne.
En 2018, pour sa première saison dans la catégorie espoirs, il est recruté par la formation continentale Differdange-Losch.
En 2020, il se classe cinquième du championnat du Luxembourg du contre-la-montre remporté par Bob Jungels.
En 2023, il remporte le championnat du Luxembourg de cyclo-cross. À la suite de cela, il rejoint l'équipe Sebmotobikes CX Team avec laquelle il arbore son maillot de champion durant la saison 2023/2024.
Son jeune frère Mathieu est également cycliste de cyclo-cross et sur route.

## Palmarès sur route
- 2016
  - 2e au championnats du Luxembourg du contre-la-montre juniors
- 2017
  - 2e au championnats du Luxembourg du contre-la-montre juniors

### Classements mondiaux
| Année                                 | 2018  | 2019  | 2020  | 2021  |
| ------------------------------------- | ----- | ----- | ----- | ----- |
| Classement mondial                    | 1745e | 1716e | 1216e | 1794e |
| UCI Europe Tour                       | 1150e | 1136e | 934e  | 1231e |
|                                       |       |       |       |       |
| Légende : nc = non classéSource : UCI |       |       |       |       |

## Palmarès en cyclo-cross
- 2021-2022
  - 2e du championnat du Luxembourg de cyclo-cross
- 2022-2023
  -  Champion du Luxembourg de cyclo-cross
- 2023-2024
  - 2e du championnat du Luxembourg de cyclo-cross
- 2024-2025
  - 2e du championnat du Luxembourg de cyclo-cross